# Сур'ю (волость)
Су́р'ю (ест. Surju vald) — волость в Естонії, адміністративна одиниця повіту Пярнумаа.

## Географічні дані
Площа волості — 357,9 км2, чисельність населення на 1 січня 2015 року становила 934 особи.

## Населені пункти
Адміністративний центр — село Сур'ю.
На території волості розташовані 11 сіл (ест. küla):
Ілвезе (Ilvese), Калда (Kalda), Кивері (Kõveri), Кікепера (Kikepera), Лягкма (Lähkma), Метсаяере (Metsaääre), Рабакюла (Rabaküla), Рістікюла (Ristiküla), Саунаметса (Saunametsa), Сур'ю (Surju), Яамакюла (Jaamaküla).

## Історія
12 грудня 1991 року Сур'юська сільська рада була перетворена на волость.